# Atenea (Saint Seiya)
Atenea, Athena (アテナ, atena) (en griego como Ἀθηνᾶ o Ἀσάνα en el manga y anime respectivamente, ocasionalmente como Ἀθάνα en ambos) es uno de los personajes principales de la serie Saint Seiya, un manga escrito por Masami Kurumada. Más tarde se adaptó al anime y originó otros tres manga derivados.
Atenea es presentada por Masami Kurumada en el primer capítulo de su manga, Saint Seiya, como la Diosa Griega Mítica, y nuevamente en el tercer capítulo del primer volumen como Saori Kido (城戸沙織, kido saori), la directora de la Fundación GRAAD. Representada como una mujer joven extremadamente hermosa con cabello largo castaño y un vestido largo blanco. Irradia elegancia, sabiduría, confianza, sinceridad y serenidad. Ella está bajo la protección de sus santos dedicados y un guardaespaldas en una adaptación de anime. En el anime clásico, ella aparece en el primer episodio, inicialmente inconsciente de su naturaleza divina. También aparece en varios otros trabajos relacionados, como una secuela, cinco películas, videojuegos y dos manga de diferentes autores. Saori también es un personaje principal en la secuela del manga original Next Dimension.
En The Lost Canvas, escrita y dibujada por Shiori Teshirogi, presenta la reencarnación de Atenea del siglo XVIII llamada Sasha (サーシャ, sāsha), quien es representada como una huérfana de un pequeño pueblo de Italia adoptado por el Santuario, donde su propio hermano biológico Alone se convierte en la reencarnación de Hades, su enemigo mitológico, mientras que la reencarnación del siglo XVI también aparece brevemente, a quien Teshirogi se refiere como la Atenea anterior (先代アテナ, sendai atena).

## Biografía
Como Saori, es la directora de la Fundación GRAAD y lo ha sido desde la muerte de su abuelo Mitsumasa Kido. Antes de llegar a saber que era Atenea, los medios de comunicación del mundo la consideraban una exitosa mujer de negocios, interesada en montar a caballo y tocar el piano. Como deidad, Atenea tiene capacidades que superan a las de los humanos. Es una joven sencilla, sin entrenamiento para la batalla, pero su cosmo es inmenso. Como ser de compasión y amor, soportará el dolor y mostrará un coraje y una perseverancia inquebrantables para proteger la Tierra y sus criaturas vivientes.
Los atributos de Atenea incluyen a Nike, la diosa de la victoria, representada como un bastón dorado que sostiene en su mano derecha y que puede usarse como arma (Atenea lo usa para matar a Hades), y el escudo Ægis, que es impermeable a cualquier tipo de atacar y eliminar todo mal. También posee un poderoso paño divino, que es superior a todas las categorías de paños usados por los caballeros (bronce, plata y oro). Cuando Atenea no la usa, su tela se transforma en la estatua gigante a su imagen que se encuentra más allá de la Cámara de Atenea, en el Santuario. Para revivirlo, es necesario derramar la sangre de Atenea sobre él, como lo muestra Kurumada en el arco de Hades. Atenea ha demostrado un gran dominio de su cosmo. Tanto en las adaptaciones de manga como de anime, se han revelado varias técnicas: auras curativas, escudos defensivos, teletransportación (en la conclusión del arco de Poseidón y arco de Hades), el sello de Atenea (usado tanto en Hades como en Poseidón para sellarlos) y Misopethamenos, un regalo divino otorgado a Dohko de Libra que ralentiza los latidos de su corazón y le otorga una gran longevidad. El cosmo de Atenea también se despierta al octavo sentido; así ella es capaz de descender al inframundo sin estar sujeta a sus leyes.